# 井西彩乃
井西 彩乃（いにし あやの、1981年10月26日 - ）は、日本の元女子バレーボール選手。

## 来歴
- 東京都稲城市出身。
- 実姉の影響で、小学4年よりバレーボールを始める。
- 日立佐和リヴァーレでは2008年より副主将を務めた。
- 2009年9月、KUROBEアクアフェアリーズに移籍。2012年5月、現役引退が発表された[1]。

## 所属チーム
- 稲城一小
- 稲城三中
- 八王子実践高等学校
- 日本女子体育大学
- 茂原アルカス（2004-2006年）
- 日立佐和リヴァーレ（2006-2009年）
- KUROBEアクアフェアリーズ（2009-2012年）